# Fontaine-le-Puits
Fontaine-le-Puits è un comune francese soppresso e frazione del dipartimento della Savoia della regione dell'Alvernia-Rodano-Alpi. Dal 1º gennaio 2016 si è fuso con il comune di Salins-les-Thermes per formare il nuovo comune di Salins-Fontaine.

## Società

### Evoluzione demografica
Abitanti censiti